# Коган, Владимир Львович
Влади́мир (Вульф) Льво́вич Ко́ган (20 июля 1920, Дубровно — 1995, Минск) — советский белорусский боксёр средней и полутяжёлой весовых категорий, выступал на всесоюзном уровне в 1930-х — 1940-х годах. Чемпион СССР, призёр многих турниров и матчевых встреч. На соревнованиях представлял команду «Динамо», мастер спорта СССР. Также известен как тренер, долгие годы возглавлял сборную Белоруссии, заслуженный тренер СССР. Отличник физической культуры (1955).
Участник Великой Отечественной войны.

## Биография
Родился 20 июля 1920 года в Дубровно.
Активно заниматься боксом начал в возрасте пятнадцати лет, проходил подготовку в боксёрской секции при заводе имени К. Е. Ворошилова, позже присоединился к спортивному обществу «Динамо». Первого серьёзного успеха на ринге добился в 1936 году, когда стал чемпионом Минска в среднем весе. Год спустя выиграл чемпионат Белоруссии и дебютировал на первенстве СССР, где, тем не менее, попасть в число призёров не сумел. В двух последующих сезонах вновь был лучшим в республике, но на всесоюзном уровне значимых результатов не добивался.
В сентябре 1940 года Коган был призван в армию, проходил обучение в омской авиашколе. С началом Великой Отечественной войны отправился на фронт, в качестве стрелка бомбардировщиков Ил-4 и Ту-2 воевал на Северо-Западном фронте, в Заполярье, участвовал в обороне Москвы — всего в течение четырёх лет совершил 140 боевых вылетов.
Во время войны Коган не прекращал тренировок, в послевоенные годы вернулся в бокс и начал выступать в полутяжёлой весовой категории. В период 1945—1949 неизменно становился чемпионом центрального совета «Динамо». На чемпионате СССР 1946 года сумел дойти только до стадии четвертьфиналов, но через год уже пробился в финал всесоюзного первенства, проиграв лишь признанному чемпиону Гурию Гаврилову. В 1948 году вновь вынужден был довольствоваться серебряной медалью, однако в 1949 году спустился в средний вес и всё-таки выиграл золото, заслужил звание чемпиона Советского Союза. Вскоре после этих соревнований принял решение покинуть ринг и перешёл на тренерскую работу.
За долгие годы тренерской деятельности в период 1947—1979 Владимир Коган подготовил 38 мастеров спорта, многие из которых становились чемпионами всесоюзных, республиканских и ведомственных первенств, участвовали в международных матчевых встречах с иностранными сборными. Возглавлял сборную Белоруссии по боксу, за успешные выступления команды удостоен почётного звания «Заслуженный тренер СССР».
Был женат на волейболистке Вере Гвоздецкой, имел троих детей: Алика, Милу и Вадима. Трое его братьев Матвей, Арон и Александр тоже были довольно известными спортсменами, первый неоднократно становился чемпионом Белоруссии по боксу, второй добился того же результата в тяжёлой атлетике, тогда как третий выигрывал республиканские соревнования по классической борьбе. Племянник Дмитрий тоже был борцом, шестикратный чемпион Белоруссии, призёр первенства СССР.
Скончался в 1995 году.

## Награды
- Орден Отечественной войны II степени[4].
- Орден «Знак Почёта» (27.04.1957) — «за успехи, достигнутые в деле развития массового физкультурного движения в стране, повышения мастерства советских спортсменов, и успешное выступление на международных соревнованиях»